# Xincun (socken i Kina, Heilongjiang)
Xincun (kinesiska: 新村, 新村乡) är en socken i Kina. Den ligger i provinsen Heilongjiang, i den nordöstra delen av landet, omkring 370 kilometer öster om provinshuvudstaden Harbin. Antalet invånare är 12 657. Befolkningen består av 6 164 kvinnor och 6 493 män. Barn under 15 år utgör 13,0 %, vuxna 15-64 år 78 %, och äldre över 65 år 7,0 %.
Genomsnittlig årsnederbörd är 747 millimeter. Den regnigaste månaden är juli, med i genomsnitt 159 mm nederbörd, och den torraste är januari, med 3 mm nederbörd.